# Босс-молокосос 2
«Босс-молокосос 2» (англ. The Boss Baby: Family Business) — полнометражный американский анимационный фильм производства студии «DreamWorks Animation», продолжение мультфильма 2017 года «Босс-молокосос». Премьера в США состоялась 2 июля 2021 года, а в России — 19 августа 2021.

## Сюжет
Спустя 40 лет после событий первого фильма Тим Темплтон теперь полностью вырос и живёт со своей женой Кэрол и двумя их дочерьми, 7-летней Табитой и младенцем Тиной. Младший брат Тима, Тед-младший, теперь успешный генеральный директор и его никогда нет рядом, вместо этого он посылает щедрые подарки Тиму и его семье. Табита ведет себя более по-взрослому, и однажды ночью, когда обескураженный Тим задается вопросом о том, кем становится его дочь, он слышит что-то из комнаты Тины. Он обнаруживает, что Тина-Ребенок Босса, как и Тед когда-то, и что ей поручено доставить Теда туда для выполнения специальной миссии. Тим отказывается звонить, говоря, что никогда не придет, и призывает Тину снова лечь спать. Однако Тина оставляет Теду фальшивое голосовое сообщение, заманивая его в дом Темплтонов.
На следующее утро приходит Тед, и Тим пытается объяснить ему, что Тина — Ребёнок-Босс, а Тед просто не помнит, что он тоже был таким. Тина показывает Теду себя Ребёнком-Боссом и дает им обоим волшебные пустышки, чтобы посетить BabyCorp. Тина знакомит братьев с новой формулой, которая позволит им снова превратиться в детей на 48 часов, чтобы под прикрытием отправиться в школу Табиты и выяснить, что доктор Эрвин Армстронг, основатель и директор школы, планирует за спиной родителей.
После превращения братьев в младенцев, Кэрол с Табитой возвращаются домой. Под ложным предлогом, что Тим и Тед уезжают на зимнюю рыбалку, им удается сделать так, чтобы Кэрол и Табита поверили, когда Тина говорит голосом Теда по телефону, чтобы улетали без него.
В школе Тим, которому сейчас 7 лет, следует за Табитой в её класс, в то время как малыш Тед находится с другими детьми. Тед собирает детей, чтобы помочь ему выбраться из игровой комнаты, чтобы он мог отправиться в офис Армстронга для расследования. Тим также пытается попасть в кабинет директора, срывая занятие, но вместо этого его помещают в Пузырь для наказанных. Тед обнаруживает, что Армстронг на самом деле сам ребёнок, сбежавший из дома после того, как понял, что он был умнее своих родителей, и теперь зарабатывает деньги, создавая популярные приложения для телефонов. Его окончательный план состоит в том, чтобы избавиться от всех родителей, чтобы они больше не могли указывать своим детям, что им делать. После того, как она не смогла связаться с BabyCorp и увидела, что братья снова расходятся, Тина делает вид, что увольняется, и говорит, что они сами завершат миссию.
В ночь праздничного представления, на котором Табита должна спеть соло, братья и Тина планируют разоблачить Армстронга как мошенника. Тем не менее, они узнают, что переворот состоится этой ночью, благодаря новому приложению Армстронга QT-Snap, которое загипнотизирует родителей, превратив их в безмозглых зомби. И Тима, и Теда ловят дети-ниндзя Армстронга и помещают в Пузырь, который медленно начинает наполняться водой. Табита поет свое соло, но когда она видит, что Тим не появился, как обещал, она убегает со сцены в слезах. Её утешает Тина, которая раскрывает ей свою личность и свою миссию. Табита соглашается помочь своей младшей сестре, добравшись до сервера и отключив QT-Snap до того, как он сможет распространиться по всему миру. У Теда получается позвать на помощь Чудо, любимую пони Табиты, и та вытаскивает их из Пузыря.
Тим и Тед добираются до сервера первыми, но их останавливает Армстронг, который вызывает родителей-зомби для подкрепления. Пока братья сдерживают их, Тина и Табита подходят к серверу. Табита смогла взломать и открыть экран выключения, но Армстронг уничтожает клавиатуру. Тогда сестры запускают леденцовый вулкан, используя Ментос и газировку, уничтожая серверы и возвращая всех родителей в нормальное состояние. Затем Тина рассказывает семье, что она никогда не уходила из BabyCorp и что воссоединение Тима и Теда было её истинной миссией. Вся семья Темплтонов собирается, чтобы отпраздновать Рождество, в то время как Армстронг возвращается к своей собственной семье.

## Роли озвучивали
| Актёр             | Роль                             |
| ----------------- | -------------------------------- |
| Алек Болдуин      | Теодор Темплтон / Босс-молокосос |
| Джеймс Марсден    | Тим Темплтон                     |
| Эми Седарис       | Тина Темплтон / Босс-молокосос   |
| Ариана Гринблатт  | Табита Темплтон                  |
| Ева Лонгория      | Кэрол Темплтон                   |
| Джеймс Макграт    | Колдунчик                        |
| Джимми Киммел     | Теодор Темплтон-старший          |
| Лиза Кудроу       | Дженис Темплтон                  |
| Джефф Голдблюм    | Доктор Эрвин Армстронг           |
| Рафаэль Алехандро | Натан                            |

## Производство

### Разработка
25 мая 2017 года Universal Pictures и DreamWorks Animation объявили, что продолжение будет выпущено 26 марта 2021 года, а Алек Болдуин повторит свою роль. 17 мая 2019 года было объявлено, что Том МакГрат вернется в качестве режиссёра, а Джефф Германн, будет продюсировать продолжение.

### Анимация
8 мая 2020 года производство ведется дистанционно во время пандемии COVID-19.

### Музыка
Ханс Циммер и Стив Маццаро, которые ранее написали саундтрек для первого фильма, вернутся к сиквелу.

## Выпуск
Изначально «Босс-молокосос 2» планировали выпустить в широкой прокат 21 марта 2021 года в США. Однако, в связи с пандемией COVID-19, релиз фильма в США был перенесен на 2 июля 2021 года. Там он был выпущен одновременно в кинотеатрах и на потоковом сервисе Peacock. В российский прокат мультфильм вышел 19 августа 2021 года..